# John Florveus
John Florveus (Miami, Florida, 10 de octubre de 1990) es un baloncestista estadounidense con pasaporte de Haití, que pertenece a la plantilla del BC Levski Sofia de la NBL búlgara. Con 2,11 metros de estatura, juega en la posición de pívot.

## Trayectoria deportiva
Nacido en Miami, Florida, Florveus es un pívot formado en Hillsborough CC desde 2009 a 2011, año que ingresó en la Universidad de Georgia donde jugaría dos temporadas la NCAA con los Georgia Bulldogs desde 2011 a 2013.
Tras no ser drafteado en 2013, debutaría como profesional en Rumanía en las filas del BC Timba Timișoara de la Liga Națională, en el que promedia 13,85 en 26 partidos disputados.
En la temporada 2014-15, firma por el TG Würzburg, filial del s.Oliver Wurzburgo, donde promedia 11.25 puntos en 24 partidos. 
En la temporada 2016-17, juega en las filas del BC Cactus Tbilisi de la Georgian Super Liga, donde promedia 14.91 en 32 partidos. 
En la temporada 2017-18, regresa al BC Timba Timișoara de la Liga Națională con el que disputa 10 partidos en los que promedia 13.70 puntos y jugaría también 5 encuentros con el ASA Koroivos Amaliadas de la A1 Ethniki.
En la temporada 2018-19, firma por el BK 04 AC LB Spišská Nová Ves de la Slovenská Basketbalová Liga, en el que participa en 25 encuentros promediando 12.88 puntos.
En la temporada 2019-20, juega en las filas del Helios Suns de la 1. A slovenska košarkarska liga, en el que participa en 19 encuentros promediando 6.26 puntos.
En la temporada 2020-21, juega en las filas del Union Tarbes-Lourdes Pyrénées Basket de la NM1, la tercera división francesa, en el que participa en 26 encuentros promediando 7.15 puntos.
El 1 de septiembre de 2021, firma por el Club Bàsquet Prat para disputar la Liga LEB Oro.
El 2 de noviembre de 2021, rescinde su contrato con el Club Bàsquet Prat para regresar a Estados Unidos.
En diciembre de 2021, firma por el Basquetebol da Associação Desportiva Ovarense de la Liga Portuguesa de Basquetebol, en el que jugaría durante un mes.